# Presbyterian Church in the United States of America
Presbyterian Church in the United States of America (PCUSA) var ett reformert trossamfund, bildat 1789 i  Philadelphia, USA under ledning av John Witherspoon.
Den andra stora väckelsen i början av 1800-talet berörde många människor runt Cumberland River i Tennessee. Äldstekåren där var positiva till väckelsen och såg sig föranledd att ordinera präster utan formell utbildning, för att kunna betjäna de många människor som sökte sig till församlingarna i området. Dessa fick även avge ett modifierat prästlöfte i vilket man bara lovade att följa Westminsterbekännelsen, i den mån den överensstämde med Bibeln. Detta fick den överordnade regionala Kentuckysynoden att vidta disciplinära åtgärder. Man beslutade att upplösa det lokala äldsterådet i Cumberland och avskeda en rad av dess pastorer.
1810 samlades flera av de uteslutna och bildade ett eget, fristående Cumberlandråd som efter snabb tillväxt 1813 uppgraderades till en egen synod och slutligen 1829 till en egen kyrka, Cumberland Presbyterian Church.